# Schefela

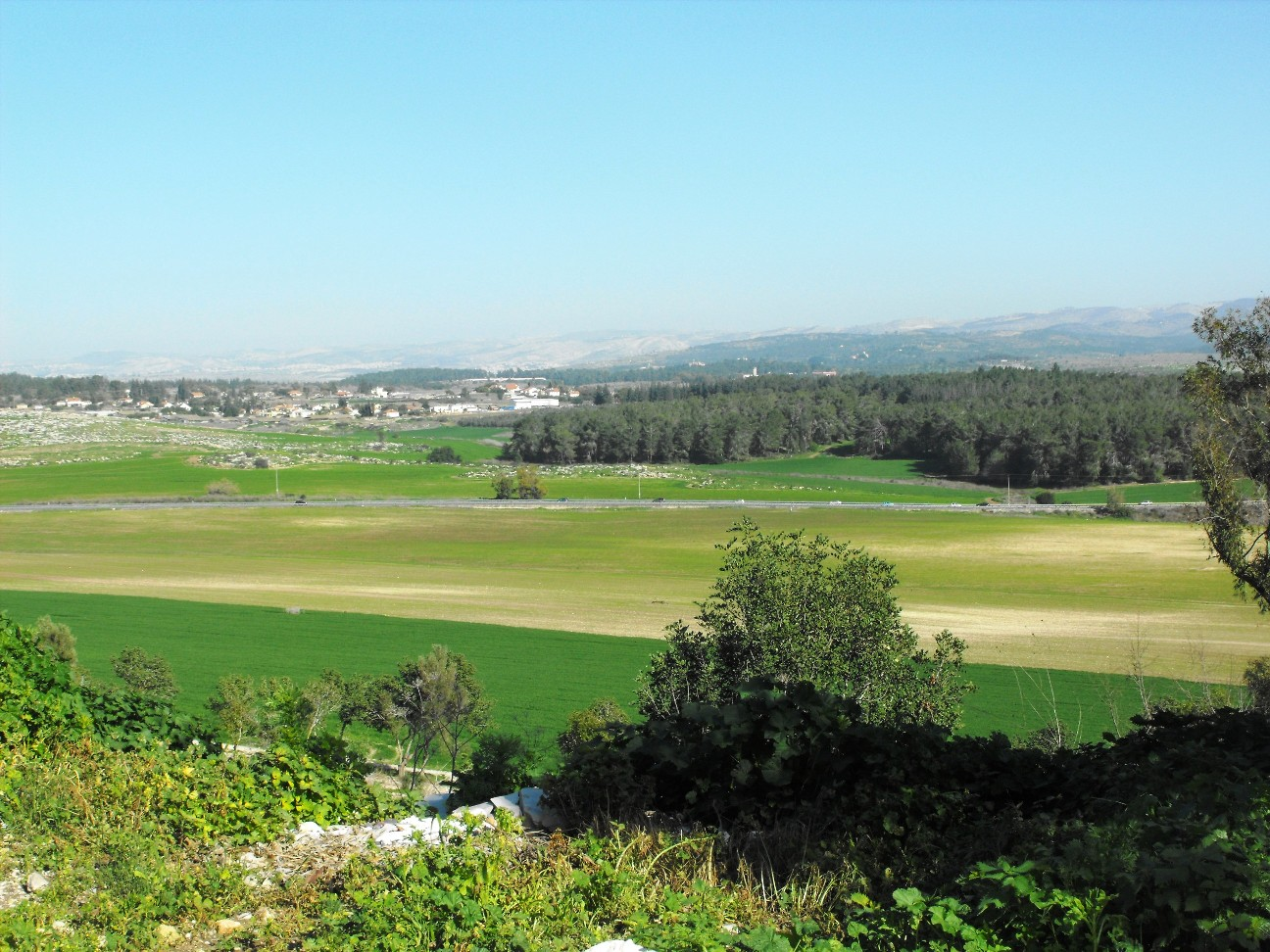
Hügelland Schefela

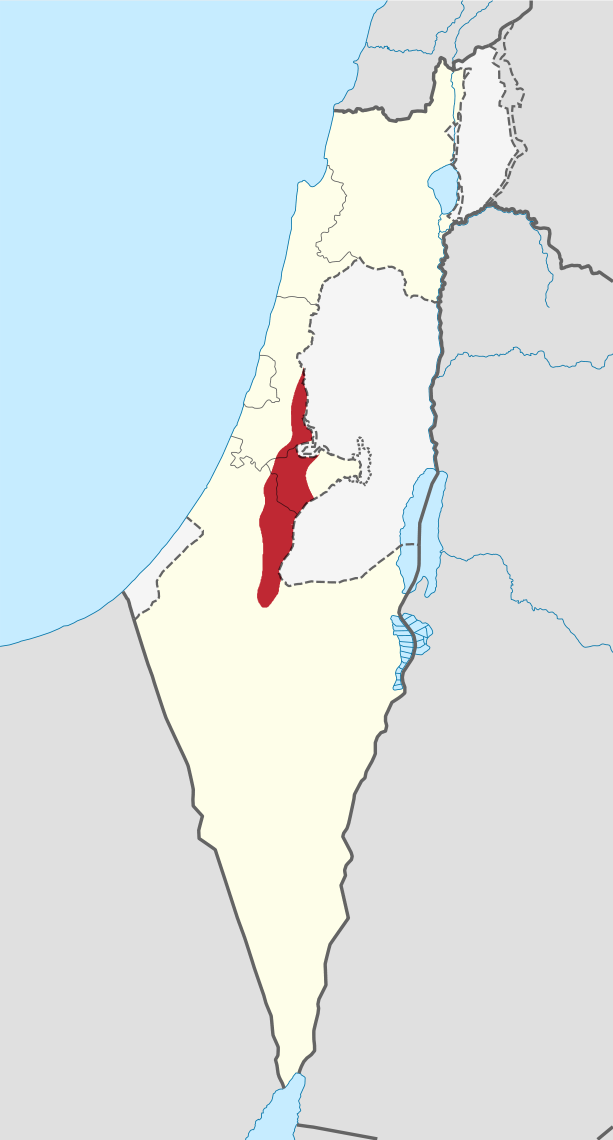
Bereich der Schefela auf einer Karte Israels

Die Schefela bzw. Schephela (hebräisch הַשְּפֵלָה ha-Schəphelah, deutsch ‚die Niederung‘; oder genauer שְׁפֵלַת יְהוּדָה Schphelat Jəhudah, deutsch ‚Niederung Judäas‘) bezeichnet das Hügelland, das zwischen dem Bergland Judäas und der Scharonebene liegt, dem Norden der Küstenebene, wo die Philister lebten. Das hebräische Wort bezeichnet eine Senke oder Niederung (bezogen auf Jerusalem) bzw. hügeliges Mittelland.
Die Schefela ist ungefähr 43 km lang und rund 16 km breit und hügelig. Die höchste Erhebung ist etwa 350 m hoch. Zur Zeit der Heiligen Schrift war sie mit Sträuchern bzw. Maulbeerfeigenbäumen bewachsen (2 Chr 1,15 ). Allerdings war auf den Teilen, die aus Schwemmland bestanden, landwirtschaftlicher Anbau (Wein, Getreide) möglich (2 Chr 26,10 ). Bekannt aus den biblischen Berichten ist das Tal Ajalon (Jos 10,12 ).
Die Schefela war Ort kriegerischer Auseinandersetzungen zwischen den Israeliten und den Philistern. In der Schefela gelegene Orte sind z. B. Ajalon, Aseka, Bat Jam, Cholon, Gibeon, Jarmut, Javne, Kefira, Kirjat-Jearim, Lachisch, Libna, Nes Ziona, Netzer Sereni, Rischon LeZion und Rechovot. Die deutsche Schlachter-Bibel schreibt an 19 Stellen direkt Schephela.
Hier befindet sich auch eines der ältesten Frauenklöster Israels, Horvat Hani.